# BayArena
El BayArena es un estadio de fútbol ubicado en el barrio de Bismarckstraße, en la ciudad de Leverkusen, en el estado de Renania del Norte-Westfalia, Alemania. Sirve de sede al equipo Bayer Leverkusen de la Bundesliga desde 1958.

## Historia

### Inauguración y primeras décadas
Tras muchos años jugando en distintos estadios de Alemania Occidental, sin una localía fija, se decidió construir un nuevo estadio propio. La ceremonia de colocación de la primera piedra del entonces llamado Ulrich-Haberland-Stadion, en Bismarckstraße, Küppersteg (Leverkusen), tuvo lugar el 23 de abril. Las obras concluyeron en 1958 y el estadio se inauguró el 2 de agosto con capacidad para 4 000 espectadores, jugándose un partido inaugural contra el Fortuna Düsseldorf.

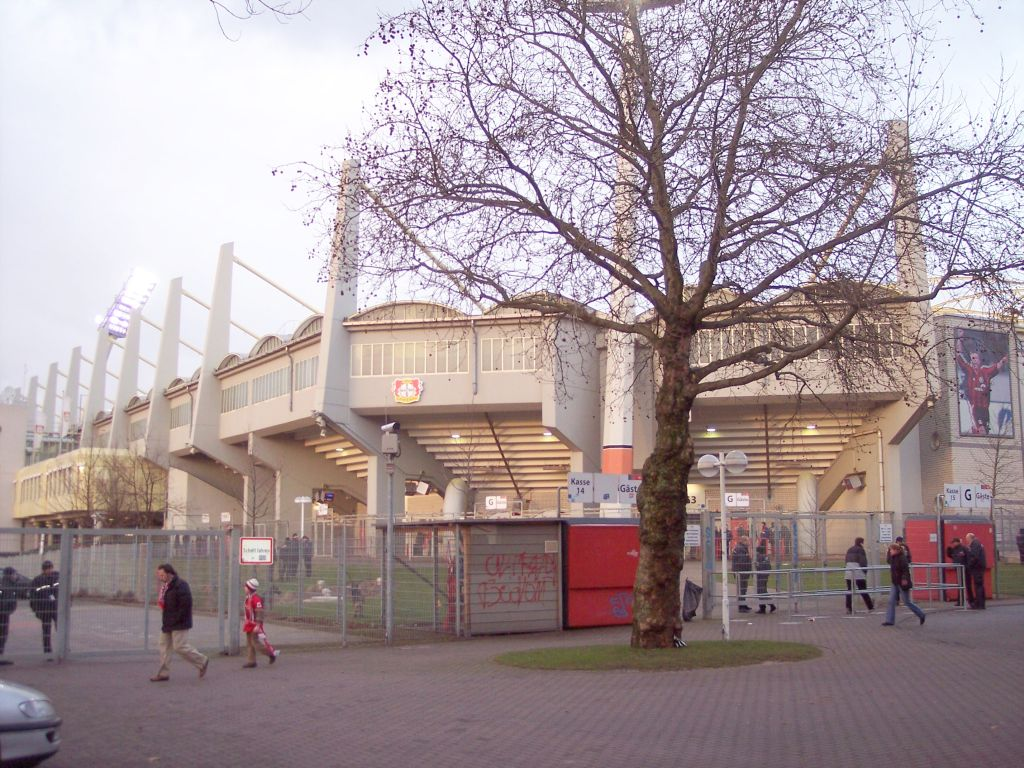
Exteriores del BayArena en 2005, previo a la remodelación de 2009.

Con el ascenso y el establecimiento del club en la Bundeliga en la temporada 1979, el club decidió construir gradualmente un nuevo estadio exclusivamente de fútbol con capacidad para unos 27 000 espectadores. La nueva construcción comenzó con la tribuna oeste y se completó en 1990, a excepción de la tribuna sur. La curva plana de la tribuna del antiguo estadio, incluido el marcador monocromo, permaneció en el sur y formó parte de la zona para los aficionados visitantes como Bloque H. Contrariamente al concepto original, la tribuna sur se construyó en 1996 con palcos, una oficina y un aparcamiento subterráneo. Debido a su inusual arquitectura, hoy en día sigue siendo un elemento típico y reconocible del estadio. En 1998 se construyó un hotel junto a la tribuna norte y el estadio pasó a llamarse BayArena. Debido a cambios en el concepto de ampliación, como los palcos en la tribuna sur y la conversión en un estadio exclusivamente de asientos, la capacidad se redujo finalmente a sólo 22.500 espectadores. En 1999 se instalaron 220 calefactores radiantes alimentados por gas, lo que convirtió al BayArena en el primer estadio de Alemania con un sistema de calefacción de gradas.

### SigloXXI
El 30 de marzo de 2007, el consejo de administración de Bayer AG decidió ampliar la capacidad del BayArena a más de 30.000 espectadores. Las obras de remodelación comenzaron en diciembre de 2007 y concluyeron al inicio de la temporada 2009-10. Debido a la remodelación, los partidos de vuelta en casa de la temporada 2008-09 se jugaron en el LTU Arena de Düsseldorf. Se ampliaron las anteriores zonas de gradas y se aumentó el aforo de 22 500 a unos 27 000 asientos y una curva de tribuna para 3000 aficionados, que deben convertirse en asientos para los partidos internacionales. Por tanto, el BayArena tiene una capacidad de espectadores variable. Para subrayar el vínculo con el Bayer 04 Leverkusen, las carcasas verdes de los asientos se sustituyeron por asientos rojos y negros con las inscripciones «1904» y «Bayer 04». Además, como parte del repintado, los pilares se pintaron con los colores negro y rojo. Con una superficie total de 2600 metros cuadrados, se cuadruplicó con creces la zona para el equipo y los fisioterapeutas, con vestuarios y salas de tratamiento y masaje.
Las gradas del nuevo estadio están cubiertas por un techo circular de makrolon, un tipo de policarbonato, que se extiende más allá de las gradas en los lados largos del campo y ofrece así a los visitantes protección contra la lluvia fuera del estadio. El techo es autoportante y no descansa sobre la estructura, como es habitual en otros estadios.
También estaba prevista una cruz de Bayer de gran tamaño sobre el estadio, que habría tenido un diámetro de 200 metros y estaría compuesta por 2.000 diodos luminosos transparentes que habrían hecho que el logotipo de la empresa fuera claramente visible desde el aire, incluso desde grandes distancias. Sin embargo, por razones de coste, esto no se llevó a cabo por el momento. En junio de 2015, el gerente del Bayer-04-Leverkusen, Michael Schade, anunció que el club había abandonado la idea de una cruz de Bayer en la construcción del techo y que esta «ya no era un problema».
Los costes de reconstrucción ascendieron rápidamente a más de 70 millones de euros. Como consecuencia, la construcción de un aparcamiento de varias plantas también está actualmente en suspenso.
El estadio se reinauguró el 15 de agosto de 2009 con un partido de la Bundesliga contra el TSG 1899 Hoffenheim. El primer partido no oficial fue un partido de prueba entre el Bayer 04 Leverkusen II y el SV Schlebusch el 10 de agosto de 2009. La selección alemana también visitó el estadio renovado el 5 de septiembre de 2009 con un partido contra Sudáfrica.
En 2011, el estadio acogió cuatro partidos de la Copa Mundial Femenina de Fútbol de 2011, acumulando un total de 90 000 espectadores entre los cuatro encuentros.
En abril de 2013, el Bayer 04 Leverkusen anunció la modernización del BayArena. En colaboración con Deutsche Telekom y Cisco, se han instalado más de 607 monitores HD en todo el estadio (en agosto de 2015). Además, ahora hay 360 puntos de acceso Wi-Fi en el estadio, que garantizan que 20 000 visitantes puedan navegar por Internet al mismo tiempo. Una aplicación especial para el estadio permite a los aficionados acceder a contenidos exclusivos y funciones interactivas, como concursos de preguntas y respuestas, juegos y clasificaciones de jugadores. El sistema detrás de estas ampliaciones se llama StadiumVision, que también se utiliza en estadios como el Estadio Santiago Bernabéu, el Wembley Arena y el Johan Cruyff Arena.

## Eventos

### Copa Mundial Femenina de Fútbol de 2011
El BayArena fue uno de los nueve estadios elegidos para albergar la Copa Mundial Femenina de Fútbol de 2011.

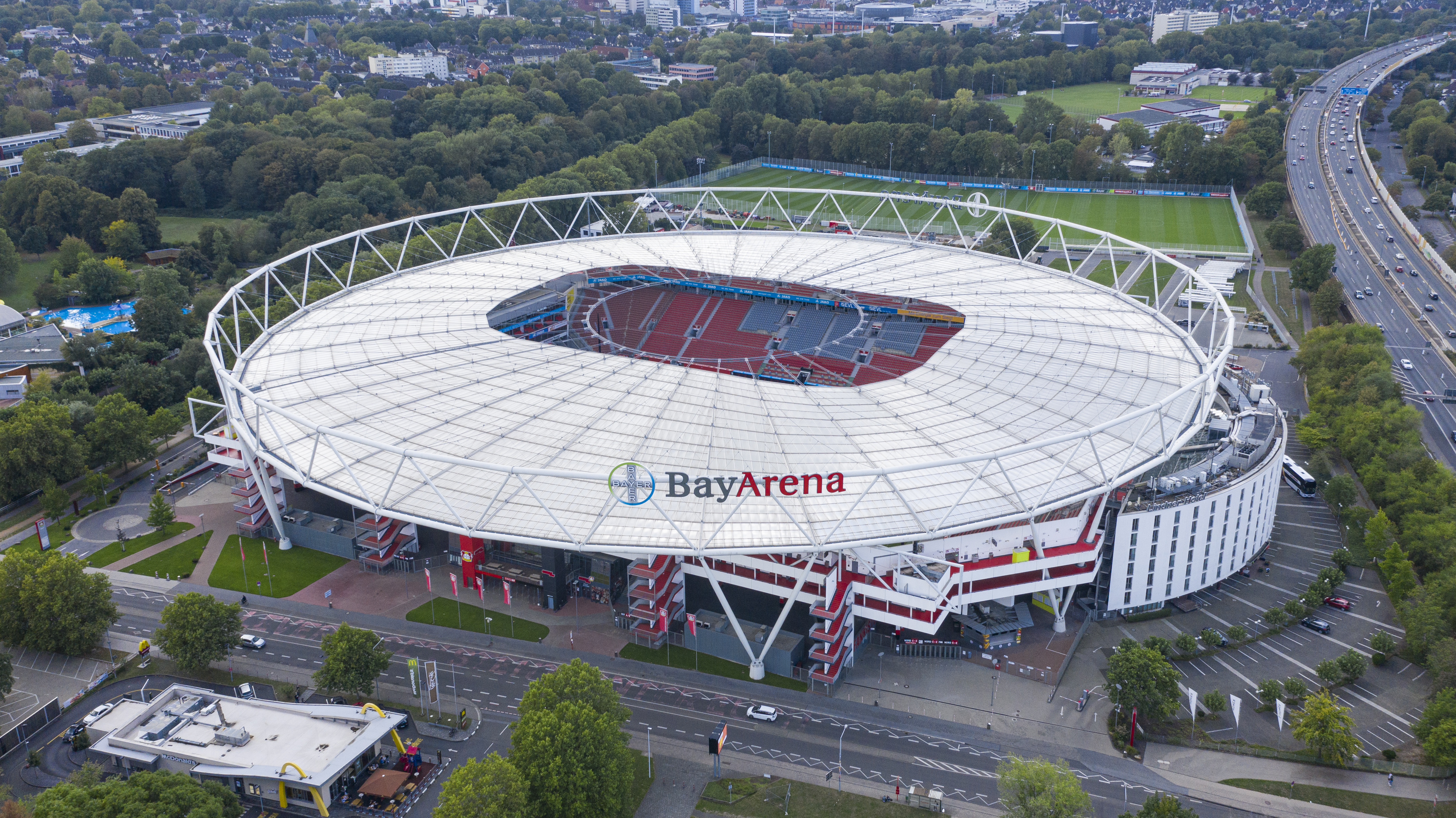
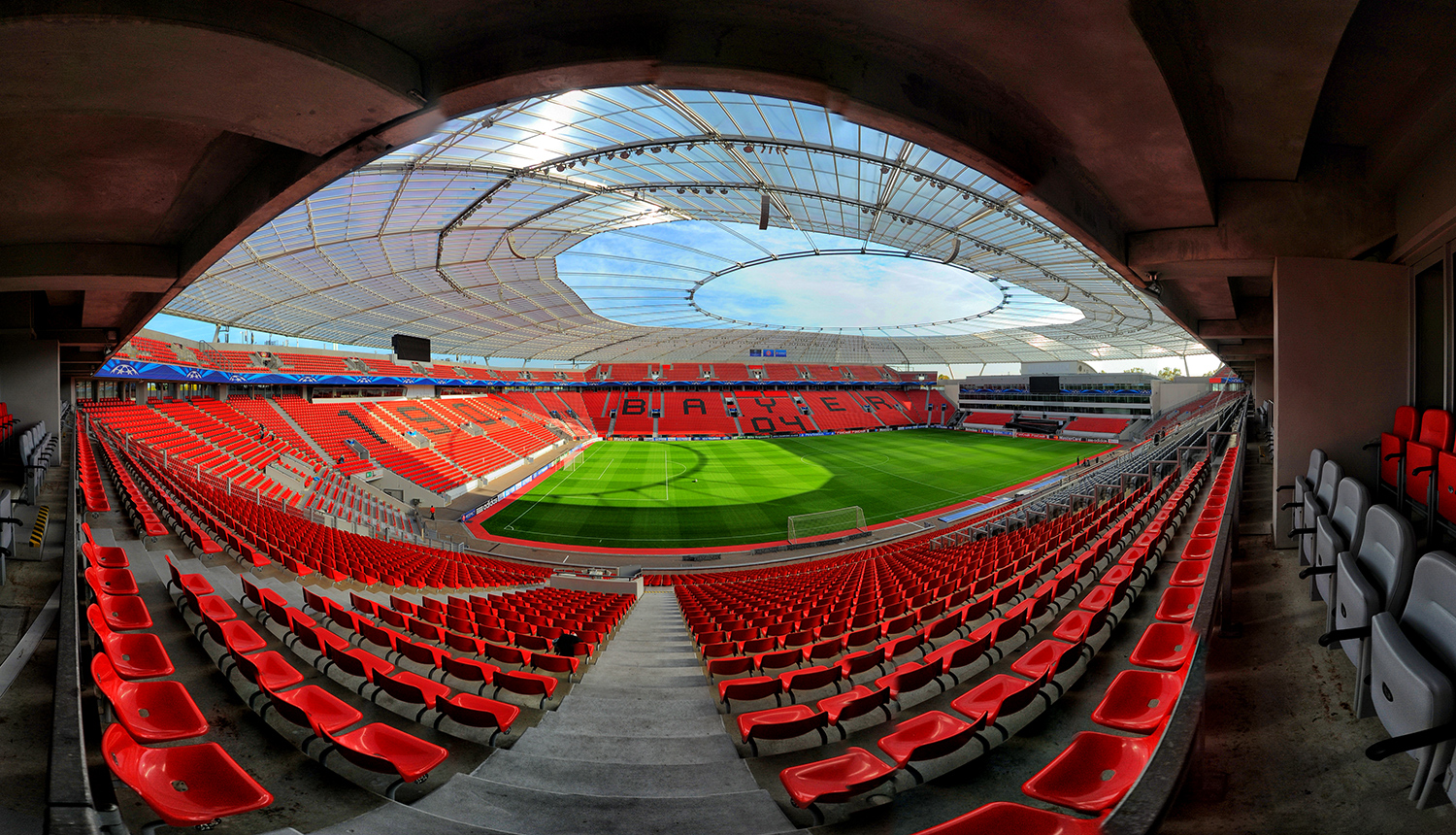

| Fecha               | Equipo #1  | Resultado      | Equipo #2 | Ronda                 | Espectadores |
| ------------------- | ---------- | -------------- | --------- | --------------------- | ------------ |
| 28 de junio de 2011 | Colombia   | 0–1            | Suecia    | Primera fase, Grupo C | 21 106       |
| 1 de julio de 2011  | Japón      | 4–0            | México    | Primera fase, Grupo B | 22 291       |
| 6 de julio de 2011  | Australia  | 2–1            | Noruega   | Primera fase, Grupo D | 18 474       |
| 9 de julio de 2011  | Inglaterra | 1–1 (3.4 pen.) | Francia   | Cuartos de final      | 26 395       |